# 谢元齐
謝元齐（?—?），唐朝牂柯西謝蛮首领。
他是漢朝牂柯大姓謝氏的後裔，從晉朝謝恕之後，雄踞一方，世代為酋長。在牂柯之西，史稱西谢。唐太宗贞观三年（629年）謝元齐和謝龍羽、南謝謝疆、東謝谢元深一起遣使入贡，唐太宗李世民以其地分為數州。相當於今天貴州省黔西南。孫子谢嘉艺。